# Lisnyky (Obuchiw)
Lisnyky (ukrainisch Лісники; russisch Лесники Lesniki) ist ein Dorf in der ukrainischen Oblast Kiew mit etwa 1500 Einwohnern.
Das 1665 gegründete Dorf liegt im Südwesten der ukrainischen Hauptstadt Kiew an der Fernstraße N 01.
In Lisnyky befindet sich die Beobachtungsstation der Sternwarte der Nationalen Taras-Schewtschenko-Universität Kiew. Am östlichen Ortsausgang befindet sich eine Bahnstation an der Bahnstrecke Kiew–Ukrajinka.
Am 12. Juni 2020 wurde das Dorf ein Teil der neugegründeten Landgemeinde Feodossiwka, bis dahin bildete es die gleichnamige Landratsgemeinde Lisnyky (Lisnykiwska сільська рада/Лісниківська silska rada) im Osten des Rajons Kiew-Swjatoschyn.
Am 17. Juli 2020 kam es im Zuge einer großen Rajonsreform zum Anschluss des Rajonsgebietes an den Rajon Obuchiw.

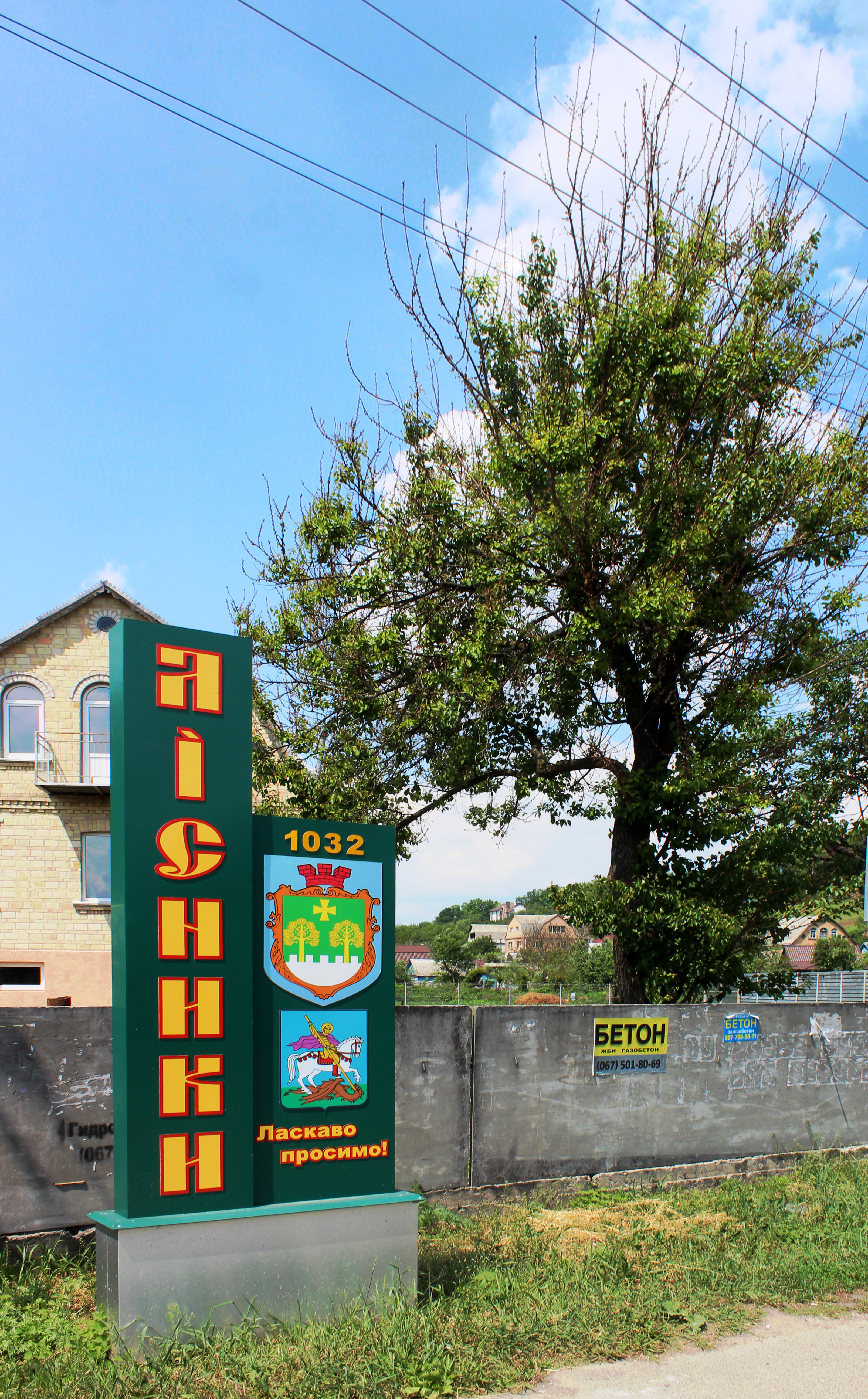
Ortseingang
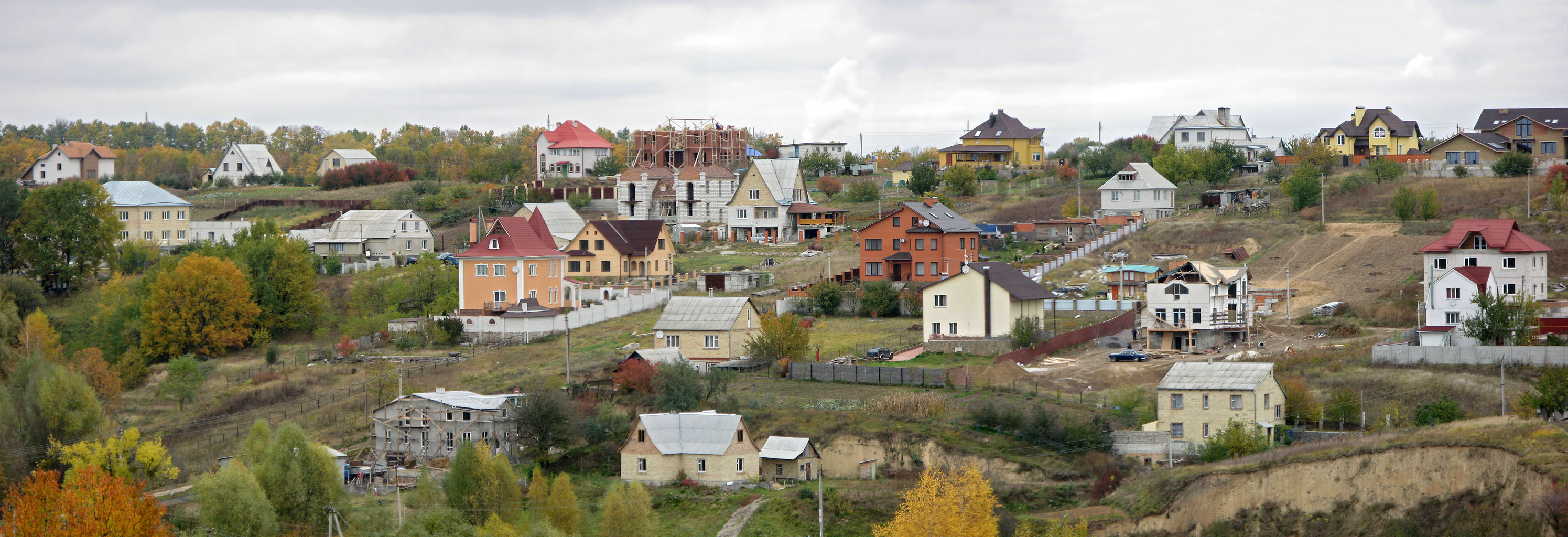
Dorfansicht
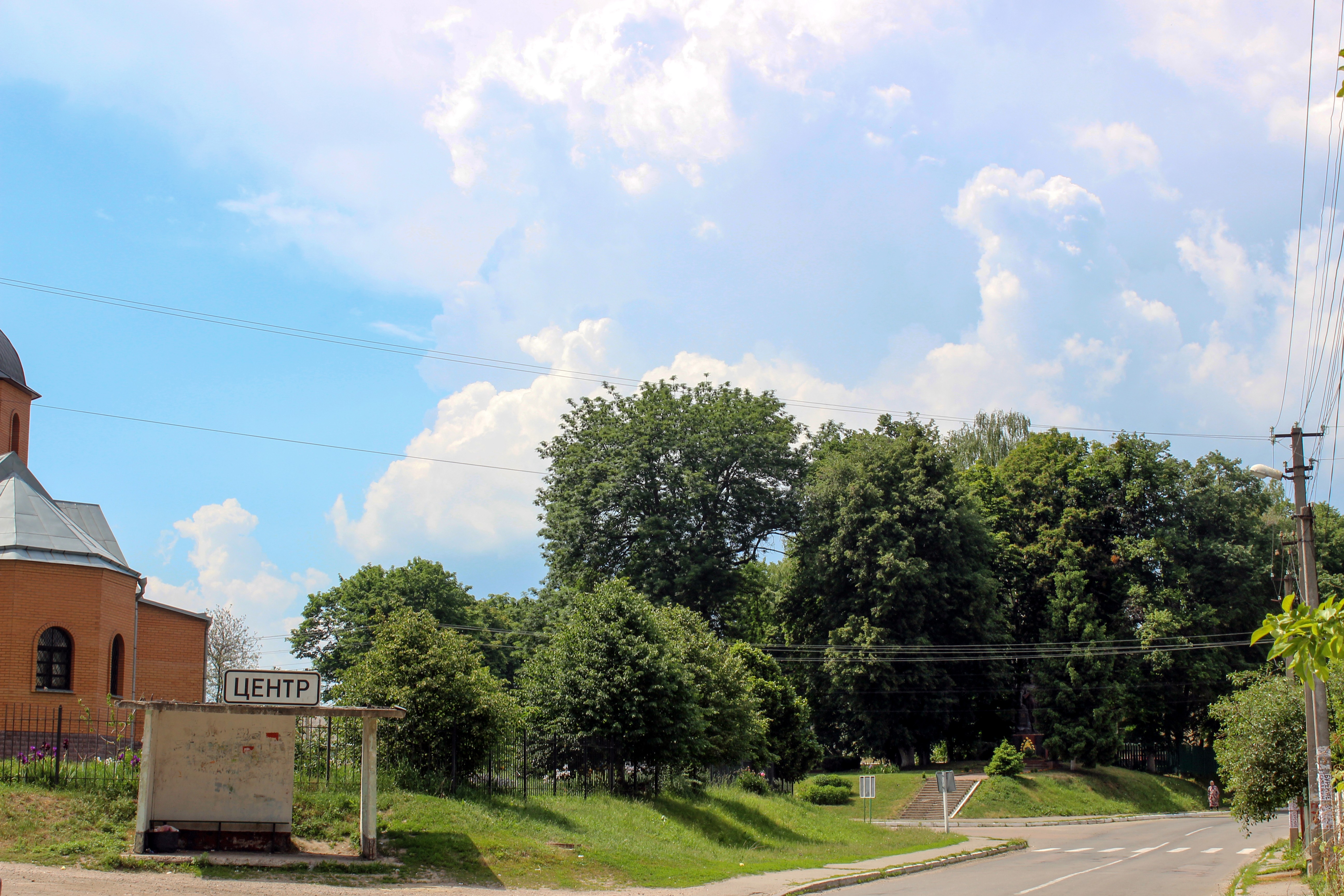
Dorfzentrum